# Perdekop
Perdekop is een kleine plaats in de Zuid-Afrikaanse provincie Mpumalanga. Het dorp is gebouwd op de 1889 meter hoge ronde top van een heuvel (Afrikaans: kop). De plaats werd gesticht ten tijde van een paardenziekte-epidemie nadat boeren hadden bemerkt dat de paarden op de top van de heuvel beschermd waren tegen de ziekte.
Tijdens de Tweede Boerenoorlog vormde Perdekop voor de Britten een uitkijkpunt om de activiteiten van de Afrikaners in de gaten te houden.